# 蓬蒂普雷塔
蓬蒂普雷塔是巴西南大河州的一个市镇。总面积100.407平方公里，总人口1835人，人口密度18.3人/平方公里。